# Friedrich Blass

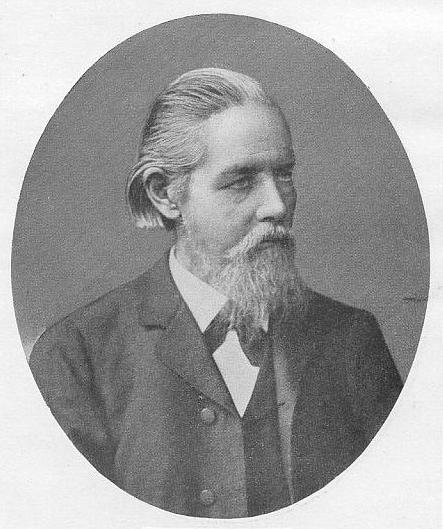
Friedrich Blass

Friedrich Wilhelm Blass (nascido em 22 de janeiro de 1843 em Osnabrück; † 5 de março de 1907 em Halle (Saale)) foi um erudito clássico alemão.

## Carreira
Friedrich Blass estudou com Hermann Sauppe (1809-1893) em Göttingen e em Bonn com Friedrich Ritschl (1806-1876), de quem se tornou aluno. Ele se habilitou em 1874 em Königsberg com Ludwig Friedländer (1824-1909) e Heinrich Jordan (1833-1886). Em 1876 foi nomeado para suceder Erwin Rohde (1845–1898) em Kiel, onde se tornou amigo de Ivo Bruns (1853–1901) e em 1892 em Halle (Saale), onde trabalhou até sua morte. Em Halle, ele era amigo íntimo de Wilhelm Dittenberger (1840-1906), Eduard Meyer (1855-1930) e Georg Wissowa na Graeca Halensis(1859-1931).

## Obras
Sua gramática do grego do Novo Testamento foi revisada por Albert Debrunner e posteriormente atualizada por outros. Ainda é usado em trabalhos acadêmicos hoje no início do século XXI e ainda é o trabalho padrão mais importante para a gramática do Novo Testamento. Também foi traduzido para outras línguas. Blass também era um especialista em retórica grega clássica. Sua opus magnum sobre a eloquência ática apresentou a vida e a obra dos dez oradores áticos em três volumes. Os comentários minuciosos de todas as falas desses dez palestrantes deram à obra o caráter de um manual, avaliando o estilo e o conteúdo, bem como a data e a autoria.

## Publicações
- Friedrich Blass: De Dionysii Halicarnassensis scriptis rhetoricis. Bonn 1863. 30 S. [Diss. Univ. Bonn 1863.]
- Friedrich Blass: Die griechische Beredsamkeit in dem Zeitraum von Alexander bis auf Augustus. Ein litterarhistorischer Versuch. Berlim 1865. VIII, 234 S.
- Friedrich Blass: Die attische Beredsamkeit. Leipzig 1868–1880. Abth. 1: Von Gorgias bis zu Lysias. 1868. VI, 664 S. Abth. 2: Isokrates und Isaios. 1874. 550 S. Abth. 3. Abschn. 1: Demosthenes. 1877. VIII, 564 S. Abth. 3. Abschn. 2: Demosthenes‘ Genossen und Gegner. 1880. 386 S. (2. Auflage 1887–1893).
- Friedrich Blass: Über die Aussprache des Altgriechischen. Programm des Domgymnasiums zu Naumburg Ostern 1869. Naumburg 1869.
- Friedrich Blass: Über die Aussprache des Griechischen. Erweit. u. verb. Wiederabdr. aus d. Programm des Naumburger Domgymnasiums von Ostern 1869. Berlim 1870. 42 S.
- Friedrich Blass: Über die Aussprache des Griechischen. 2., vollst. umgearb. Aufl. 1882. Berlim 1882. VIII, 110 S.
- Friedrich Blass: Über die Aussprache des Griechischen. 3., umgearb. Aufl. 1888. Berlim 1888. VIII, 140 S.
- Raphael Kühner: Ausführliche Grammatik der griechischen Sprache. Hannover 1890–1892. T. 1:  Elementar- und Formenlehre. 2 Bde. 3. Aufl. 1890–1892. In neuer Bearb. besorgt v. Friedrich Blass. XXIV, 646 S., XII, 652 S.
- Acta Apostolorum sive Lucae ad Theophilem liber alter. Edition philologica apparatu critico, commentario perpetuo, índice verborum illustrata auctore Friderico Blass. Göttingen 1895. X, 334 S.
- Acta Apostolorum sive Lucae ad Theophilem liber alter. Secundum formam quae videtur romanam edidit Fridericus Blass. Leipzig 1896. XXXII, 96 S.
- Friedrich Blass: Grammatik des Neutestamentlichen Griechisch. Göttingen 1896. XII, 332 S.
- Euangelium secundum Lucam sive Lucae ad Theophilem liber prior. Secundum formam quae videtur romanam edidit Fridericus Blass. Leipzig 1897. LXXXIV, 120 S.
- Friedrich Blass: Philology of the gospel. London 1898. VIII, 250 S.
- Friedrich Blass: Textkritische Bemerkungen zu Matthäus. Beiträge zur Förderung christlicher Theologie. Jg. 8. H. 4. Gütersloh 1900. 84 S.
- Friedrich Blass: Die Heilige Schrift und die evangelische Kirche. Ein Vortrag zum Falle Weingart. Berlim 1900. 24 S.
- Friedrich Blass: Die Rhythmen der attischen Kunstprosa. Isokrates – Demosthenes – Platon. Leipzig 1901. XII, 200 S.
- Euangelium secundum Matthaeum cum variae lectionis delectu edidit Fridericus Blass. Leipzig 1901. XVIII, 110 S.
- Friedrich Blass: Über Nothwendigkeit und Wert der Textkritik des Neuen Testaments. Vortrag. Salz und Licht. H. 1. Barmen 1901. 32 S.
- Friedrich Blass: Grammatik des Neutestamentlichen Griechisch. 2., verb. u. verm. Aufl. 1902. Göttingen 1902. XII, 348 S.
- Euangelium secundum Iohannem cum variae lectionis delectu edidit Fridericus Blass. Leipzig 1902. LXIV, 112 S.
- Barnabas: Brief an die Hebräer. Text mit Angaben der Rhythmen. Hrsg. v. Friedrich Blass. Halle Saale 1903. 54 S.
- Friedrich Blass: Die Interpolationen in der Odyssee. Eine Untersuchung. Halle Saale 1904. 306 S.
- Friedrich Blass: Wissenschaft und Sophistik. Vortrag im Evangelischen Vereinshaus zu Hannover 1903. Berlim 1904. 56 S.
- Friedrich Blass: Über die Textkritik im Neuen Testament. Ein Vortrag, gehalten auf der theologischen Konferenz in Eisenach am 25. Mai 1904. Leipzig 1904. 40 S.
- Friedrich Blass: Die Rhythmen der asianischen und römischen Kunstprosa. Paulus – Hebräerbrief – Pausanias – Cicero – Seneca – Curtius – Apuleius. Leipzig 1905. IV, 222 S.
- Die Eumeniden des Aischylos. Erklärende Ausg. v. Friedrich Blass. Berlim 1907. 180 S.
- Friedrich Blass: Die Entstehung und der Charakter unserer Evangelien. Leipzig 1907. 38 S.
- Friedrich Blass: Professor Harnack und die Schriften des Lukas. Beiträge zur Förderung christlicher Theologie. Jg. 11. H. 2. Gütersloh 1907. 44 S.